# Tobias Kammerlander
Tobias Kammerlander (ur. 25 marca 1986 roku w Salzburgu) – austriacki narciarz, specjalista kombinacji norweskiej, srebrny medalista mistrzostw świata juniorów.

## Kariera
Po raz pierwszy na arenie międzynarodowej Tobias Kammerlander pojawił się 14 grudnia 2002 roku, kiedy wystartował w zawodach FIS Race w Klingenthal. Zajął wtedy 34. miejsce w konkursie rozgrywanym metodą Gundersena. W 2004 roku wystartował na mistrzostwach świata juniorów w Stryn zajmując 29. miejsce w sprincie. Startował także rok później, na mistrzostwach świata juniorów w Rovaniemi, ale uzyskiwał słabe wyniki. Największy sukces w kategorii juniorów osiągnął w 2007 roku, podczas mistrzostw świata juniorów w Tarvisio, gdzie wywalczył złoty medal w sztafecie. Indywidualnie jednak plasował się na początku trzeciej dziesiątki.
W Pucharze Świata zadebiutował 27 grudnia 2008 roku w Oberhofie, gdzie zajął 22. miejsce w Gundersenie. Tym samym w swoim debiucie od razu zdobył pucharowe punkty. W sezonie 2008/2009 wystartował jeszcze kilkakrotnie, najlepszy wynik osiągając 28 grudnia w Oberhofie i 10 stycznia 2009 roku w Val di Fiemme, gdzie rywalizację kończył na 17. pozycji. W klasyfikacji generalnej zajął 41. miejsce. Jak dotąd najlepsze wyniki w Pucharze Świata osiągnął w sezonie 2010/2011, który ukończył na 34. pozycji.
Równocześnie Kammerlander startuje w zawodach Pucharu Kontynentalnego. Odnosił tam większe sukcesy, między innymi zajmując czwarte miejsce w klasyfikacji generalnej sezonu 2008/2009. Trzykrotnie stawał na podium tego cyklu, za każdym razem zwyciężając.

## Osiągnięcia

### Mistrzostwa świata juniorów
| Miejsce | Dzień    | Rok  | Miejscowość | Konkurencja           | Wynik zwycięzcy | Strata      | Zwycięzca      |
| ------- | -------- | ---- | ----------- | --------------------- | --------------- | ----------- | -------------- |
| 29.     | 8 lutego | 2004 | Stryn       | Sprint K90/7,5 km     | 14:02.1 min     | +2:16.2 min | Petter Tande   |
| 29.     | 22 marca | 2005 | Rovaniemi   | Gundersen HS100/10 km | 25.56.6 min     | +5:18.0 min | Petter Tande   |
| 6.      | 24 marca | 2005 | Rovaniemi   | Sztafeta HS100/4x5    | 924.0 pkt       | 227.2 pkt   | Niemcy         |
| 30.     | 26 marca | 2005 | Rovaniemi   | Sprint HS100/5.0 km   | 14:02.1 min     | +2:25.2 min | Petter Tande   |
| 21.     | 1 lutego | 2006 | Kranj       | Gundersen HS109/10 km | 29:59.9 min     | +3:38.8 min | François Braud |
| 2.      | 3 lutego | 2006 | Kranj       | Sztafeta HS109/4x5    | 55:42.3 min     | +0.3 s      | Niemcy         |
| 21.     | 5 lutego | 2006 | Kranj       | Sprint HS109/5 km     | 13:06.3 min     | +1:25.3 min | Tom Beetz      |

### Puchar Świata

#### Miejsca w klasyfikacji generalnej
- sezon 2008/2009: 41.
- sezon 2009/2010: 59.
- sezon 2010/2011: 34.
- sezon 2011/2012: 55.
- sezon 2012/2013: 45.
- sezon 2013/2014: 43.
- sezon 2014/2015: 68.

#### Miejsca na podium chronologicznie
Jak dotąd Kammerlander nie stał na podium indywidualnych zawodów Pucharu Świata.

### Puchar Kontynentalny

#### Miejsca w klasyfikacji generalnej
- sezon 2004/2005: 87.
- sezon 2005/2006: 96.
- sezon 2006/2007: 27.
- sezon 2007/2008: 22.
- sezon 2008/2009: 4.
- sezon 2009/2010: 7.
- sezon 2010/2011: 32.
- sezon 2011/2012: 10.
- sezon 2012/2013: 47.
- sezon 2013/2014: 19.
- sezon 2014/2015: 22.

#### Miejsca na podium chronologicznie
| Nr | Data             | Miejscowość | Konkurencja           | Wynik zwycięzcy | Pozycja | Strata  | Zwycięzca        |
| -- | ---------------- | ----------- | --------------------- | --------------- | ------- | ------- | ---------------- |
| 1. | 18 grudnia 2008  | Whistler    | Gundersen HS106/10 km | 26:37.3 min     | 1.      | -       | -                |
| 2. | 15 marca 2009    | Rovaniemi   | Gundersen HS100/10 km | 25:00.1 min     | 1.      | -       | -                |
| 3. | 10 stycznia 2010 | Otepää      | Gundersen HS100/10 km | 24:59.4 min     | 1.      | -       | -                |
| 4. | 7 stycznia 2012  | Erzurum     | Gundersen HS95/10 km  | 25:42.9 min     | 1.      | -       | -                |
| 5. | 11 lutego 2012   | Eisenerz    | Gundersen HS100/10 km | 29:04.0 min     | 3.      | +34.2 s | Lukas Klapfer    |
| 6. | 3 marca 2012     | Predazzo    | Gundersen HS134/10 km | 31:28.9 min     | 3.      | +22.7 s | Geoffrey Lafarge |
| 7. | 23 lutego 2014   | Eisenerz    | Gundersen HS100/10 km | 24:07.7 min     | 3.      | +32.9 s | Wolfgang Bösl    |

### Letnie Grand Prix

#### Miejsca w klasyfikacji generalnej
- 2007: -
- 2009: 49.
- 2014: 37.

#### Miejsca na podium chronologicznie
Jak dotąd Kammerlander nie stał na podium indywidualnych zawodów LGP.